# TSV Hahlen
Der TSV Hahlen (offiziell: Turn- und Sportverein Hahlen 1945 e.V.) ist ein Sportverein aus dem Mindener Stadtbezirk Hahlen, der vor allem durch seine Handballsparte bekannt ist. Die erste Mannschaft der Frauen spielte zwei Jahre in der 3. Liga und nahm einmal am DHB-Pokal teil.

## Geschichte
Der Verein wurde im Jahre 1945 gegründet. Neben Handball verfügt der TSV noch über die Abteilungen Tischtennis und Breitensport. Der TSV Hahlen kooperiert mit der Freiherr-von-Vincke-Realschule Minden, um die städtische Sporthalle nutzen zu können. 

### Frauen
Die Hahlerinnen wurden in den Jahren 2011 und 2012 jeweils Vizemeister der Oberliga Westfalen hinter dem TV Lenzinghausen bzw. der HSG Menden-Lendringsen. Schließlich wurde das Team 2013 Meister und stieg in die 3. Liga auf. Zwei Jahre später ging es wieder runter in die Oberliga. Nach einem erneuten Abstieg ging es 2022 zurück in die Oberliga.
Im Jahre 2011 qualifizierten sich die Mannschaft für den DHB-Pokal. Nach einem Freilos in der ersten Runde trafen die Hahlerinnen in Runde zwei auf den Zweitligisten SC Greven 09 und verloren deutlich mit 19:32.

### Männer
Die Männermannschaft stieg im Jahre 2006 in die Oberliga Westfalen auf, die bis ins Jahr 2012 gehalten werden konnte. Nach dem Abstieg in die Verbandsliga, konnte man im Jahr 2022 einen erneuten Aufstieg feiern. Die männliche A-Jugend wurde im Jahre 2001 Deutscher Vizemeister.

## Persönlichkeiten
- Leif Anton
- Malik Beširević
- Björn Buhrmester
- Anna Giuruki
- Daniela Klöpper
- Arne Niemeyer